# Ахейліт
Ахейліт — рідкісний фосфатний мінерал із формулою (Fe2+Zn)Al6[(OH)4|(PO4)2]2·4(H2O). Зазвичай трапляється у вигляді триклінних кристалічних мас з кольором від блідо-блакитного до блідо-зеленого. У 1984 році Комісія Міжнародної мінералогічної асоціації з нових мінералів і назв мінералів визнала ахейліт найновішим членом групи бірюзи.

## Композиція
Група бірюзи має основну формулу A0–1B6(PO4)4−x(PO3OH)x(OH)8·4H2O. До цієї групи входять ще п'ять мінералів: планерит, бірюза, фаустит, халькосидерит і безіменний аналог Fe2+-Fe3+. Ахейліт виділяється в цій групі тим, що в А-положенні домінує Fe2+. Ідеальний ахейліт має формулу Fe2+Al6(PO4)4(OH)8·4H2O. Його колір блідо-блакитний або зелений. У родині бірюзи синій колір походить від октаедричної координації Cu2+ за відсутності Fe3+.

## Назва і відкриття
Вперше мінерал був описаний у копальні Хуануні, Хуануні, департамент Оруро, Болівія, і названий на честь Аллена В. Гейла (1918—2008), економічного геолога Геологічної служби США. Його відкрили Юджин Форд і Джозеф Таггарт.

## Прояви
На додаток до типової місцевості в Болівії, ахейліт був також знайдений у родовищі Балі Ло в хребті Каприкорн, Західна Австралія та у копальні Ле Монмін, Овернь, Франція. Мінерал утворюється на пізній гідротермальній фазі в родовищах олова; асоціюється з варисцитом, вівіанітом, вавелітом, каситеритом, сфалеритом, піритом і кварцом у типовій місцевості.

## Фізичні властивості
Мінерал формується у вигляді ізольованої маси півкуль і сфер, згрупованих разом. Має склоподібний до тьмяного блиск. Крихкий. Твердість за шкалою Мооса близько 5-5,5, питома вага 2,84.
Колір блідо-блакитний, зелений до синьо-зеленого.
Риса біла.